# Felsővadász
Felsővadász község Borsod-Abaúj-Zemplén vármegye Szikszói járásában, Miskolctól közúton kb. 40 kilométerre.

## Fekvése
A Belső-Cserehát egyik észak–déli irányú völgyében, a Vadász-patak folyása mentén terül el.
A környező települések közül közúton elérhető szomszédja csak kettő van: észak felől Gadna (3 km), dél felől pedig Kupa (5 km).
Területe egyébként határos északkelet felől Abaújlakkal, kelet felől Nyéstával, délkelet felől Selyebbel, délnyugat felől Tomor és Lak, nyugat felől Szakácsival, északnyugat felől pedig Irotával is, de ezekkel jellemzően nincs közvetlen közúti kapcsolata, mert a szomszédos völgyekben találhatóak.
A legközelebbi városok: Szikszó (18 km), valamint Edelény és Encs (kb. 30-30 km).

### Megközelítése
Csak közúton érhető el, Kupa vagy Gadna érintésével, a 2621-es úton. Az ország távolabbi részei felől a legegyszerűbben a 3-as, illetve a 27-es főút felől közelíthető meg, szikszói vagy edelényi letéréssel.

## Története

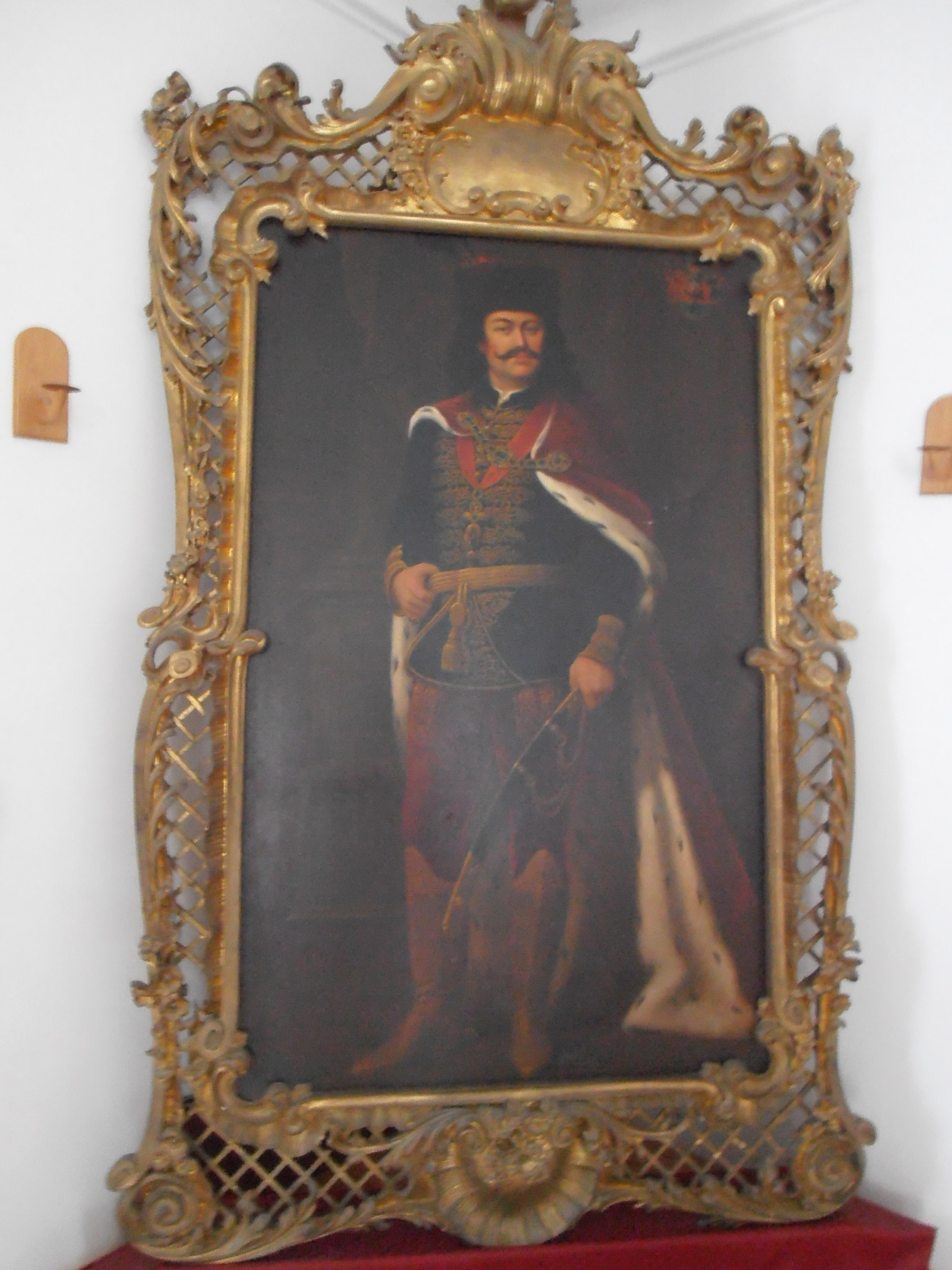
II. Rákóczi Ferenc egész alakos portréja a felsővadászi kastélyban (Festő: Halász-Hradil Elemér (?))

A település már az őskorban lakott volt, a mai településtől kb. 1 km-re délre, az úgynevezett Balmazdombon található „pogány vár” ásatása során a neolit- és a bronzkorból származó leletek kerültek elő, mely régészeti leletek ma a kassai múzeumban láthatóak. Felwodoz Superior Vadas a honfoglalás után királyi birtok, és nevét az itt és Alsóvadászon letelepített királyi vadászokról kapta. A települést 1279-ben említik először, mikor más birtokokkal együtt IV. Lászlótól Lőrinc fia Miklós zólyomi ispán kapta adományként. A Család, később innen vette fel a Vadász előnevet. Utolsó tagjának, Vadászi Imrének halála után 1403-tól 1517-ig a Perényiek birtokába került. A Perényiektől vette meg a birtokot a Bogátradvány nemzetségbeli, Rákócról származó testvérpár Ferenc és Zsigmond (a fejedelem nagyapja) 1517-ben 3000 aranyforintért. A Rákóczi-család ezen ága ezután megkülönböztetésként viselte a felsővadászi előnevet. Az ezt követő években a Rákócziak erődített várkastélyt is építettek, amely mellé a Szent József-templom 1740-ben épült. Hasszán temesvári pasa 1567-es hadjárata során a kastélyt megostromolta és felgyújtotta. A feldúlt falu lakossága jobbára elvándorolt. 1600 körül az ekkora már vagyonos Rákóczi Zsigmond a falut és kastélyt rendbe tétette, lakóit az általa követett protestáns hitre térítette. A templomot 1601-ben felújították. Zsigmond 1608 márciusában Felsővadászra vonult vissza a fejedelmi székből, decemberben itt hunyt el. Ezután még egy évszázadig az erdélyi fejedelmeket adó Rákóczi-dinasztia névadó birtoka volt. 1707-ben II. Rákóczi Ferenc a falu plébániájának ajándékozott egy szarvasbőrből készített miseruhát. A II. Rákóczi Ferenctől elkobzott kastély királyi adomány útján 1713-ban báró Meskó Jakab tulajdona lett.
A Rákóczi-szabadságharc után lassanként terjedő ruszin népesség fából készült görögkatolikus templomát 1750-ben szentelték fel. Ezt 1860-ban egy nagy szélvihar használhatatlanná tette. A jelenlegi, "Nagysor" végén álló Kisboldogasszony templomot 1864-ben építették.
A kastélyt a Meskó családtól az 1800-as évek elején gróf Vay Ádám (II. Rákóczi Ferenc fő bizalmasának leszármazottja) vásárolta meg, s a Vay család birtokában volt 1945-ig. Római katolikus templomában 1833-tól van orgona. A kastély az 1860-as átépítés során nyerte el romantikus stílusát. A kastély a második világháború utáni évektől általános iskola lett.
Felsővadászon 1871-től működik posta, illetve Bedő Albert 1896-os térképén mezővárosként, tehát heti piacot tartó helyként jelölték.
A „II.Rákóczi Ferenc” Mezőgazdasági Termelőszövetkezetet 1976-ban alapították, majd a rendszerváltás után egyre gyengülve jogutód nélkül megszűnt.

## Közélete

### Polgármesterei
- 1990–1994: Komenda László (KDNP)[9]
- 1994–1998: Szemán János (független)[10]
- 1998–2002: Szemán János (független)[11]
- 2002–2006: Szemán János (független)[12]
- 2006–2010: Szemán János (független)[13]
- 2010–2014: Fehér Krisztián (független)[14]
- 2014–2019: Fehér Krisztián (független)[15]
- 2019–2024: Tóth Gábor (független)[16]
- 2024– : Varga Gábor (Fidesz-KDNP)[1]

## Népesség
A település népességének változása:
| Lakosok száma | 532  | 529  | 520  | 519  | 549  | 555  | 563  |
|               | 2013 | 2014 | 2015 | 2021 | 2022 | 2023 | 2024 |

2001-ben a település lakosságának 69%-a magyar, 31%-a cigány nemzetiségűnek vallotta magát.
A 2011-es népszámlálás során a lakosok 87,5%-a magyarnak, 40,2% cigánynak, 0,6% románnak mondta magát (12,5% nem válaszolt; a kettős identitások miatt a végösszeg nagyobb lehet 100%-nál). A vallási megoszlás a következő volt: római katolikus 54,2%, református 2,9%, görögkatolikus 24,5%, evangélikus 0,2%, felekezeten kívüli 1,9% (16,1% nem válaszolt).
2022-ben a lakosság 93,4%-a vallotta magát magyarnak, 37,5% cigánynak, 0,9% románnak, 0,4% ruszinnak, 0,2% szerbnek, 0,2% németnek, 0,5% egyéb, nem hazai nemzetiségűnek (6,4% nem nyilatkozott; a kettős identitások miatt a végösszeg nagyobb lehet 100%-nál). Vallásuk szerint 53,4% volt római katolikus, 1,8% református, 14,6% görög katolikus, 0,4% ortodox, 0,2% evangélikus, 2,2% felekezeten kívüli (27,1% nem válaszolt).

## Nevezetességei

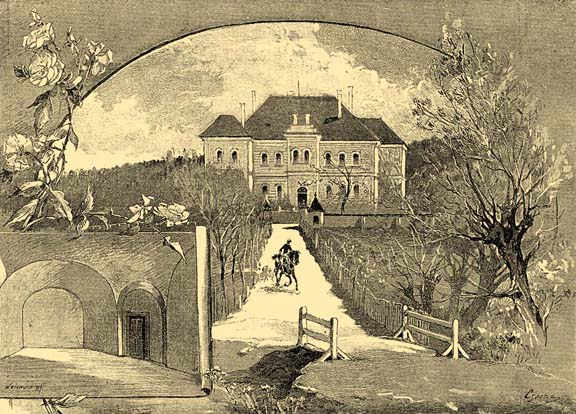
A Rákóczi-kastély régi ábrázolása

- Rákóczi-kastély, mely külsőleg eredeti formájában látható, jelenleg az általános iskola egyik épülete. A díszteremben II. Rákóczi Ferenc portréja és korabeli bútorok találhatók.
- Görögkatolikus templom „Istenszülő születése” névvel, 1900-as években épített ikonosztázzal
- Római katolikus templom: 1601-ben a Rákócziak felújíttatták a középkori templomot, mely mai formáját 1697-ben nyerte el. A tornya 1862-ben készült el.
- Helytörténeti kiállítás
- A településen áthalad az Országos Kéktúra.

## Híres emberek
- Itt született 1544 körül Rákóczi Zsigmond erdélyi fejedelem és itt is halt meg, 1608-ban.
- Szemerszky János (Felsővadász, 1894. márc. 1. – Miskolc, 1966. szept. 28.): görögkatolikus esperes, lelkész, liturgikus.[20]